# Hyalinoecia minuta
Hyalinoecia minuta är en ringmaskart som först beskrevs av McIntosh 1885.  Hyalinoecia minuta ingår i släktet Hyalinoecia och familjen Onuphidae. Inga underarter finns listade i Catalogue of Life.